# Geoff Johns
Geoff Johns (* 1973, Detroit, Michigan) je americký komiksový scenárista známý svou prací u DC Comics na příbězích komiksových hrdinů, jako jsou Green Lantern, Flash nebo Superman. Od roku 2010 zastává ve společnosti DC Comics funkci šéfa kreativního týmu (CCO). Je také televizním scenáristou - napsal scénář k několika epizodám seriálů Smallville, Arrow a Flash. Rovněž spoluvlastní komiksový obchod Earth-2 Comics v Northridge, Kalifornie.

## Česky vydané komiksy
Na českém trhu byly vydány následující komiksy se scénářem Geoffa Johnse:
- Green Lantern:
  - 2011 – Green Lantern: Tajemství původu (s Ivan Reis)
  - 2012 – Green Lantern: Žádný strach (s Carlos Pacheco)
  - 2013 – Green Lantern: Pomsta Green Lanternů (s Carlos Pacheco)
  - 2017 – DC komiksový komplet #003 – Green Lantern: Tajemství původu, (s Ivan Reis)
  - 2019 – DC komiksový komplet #063 – Green Lantern: Hledaný: Hal Jordan, (s Ivan Reis a Daniel Acuña)
  - 2020 – DC komiksový komplet #079 – Green Lantern: Pomsta Green Lanternů, (s Carlos Pacheco)

- Superman:
  - 2013 – Superman: Utajený počátek (s Gary Frank)
  - 2013 – Superman: Poslední syn (s Richard Donner a Adam Kubert)
  - 2018 – DC komiksový komplet 031: Superman - Brainiac (s Gary Frank)
  - 2019 – DC komiksový komplet 064: Superman a Legie superhrdinů (s Gary Frank)

- Justice League:
  - 2013 – Liga spravedlnosti 1 – Počátek (s Jim Lee)
  - 2014 – Liga spravedlnosti 2 – Zrození zla (s Jim Lee)
  - 2015 – Liga spravedlnosti 3 – Trůn Atlantidy (s Ivan Reis, Paul Pelletier a Tony S. Daniel)
  - 2016 – Liga spravedlnosti 4 – Síť, (s Ivan Reis a Joe Prado)
  - 2018 – Liga spravedlnosti: Válka velké trojky, (autoři: J.M. DeMatteis, Ray Fawkes, Geoff Johns, Jeff Lemire, Fernando Blanco, Zander Cannon, Renato Guedes, Mikel Janin, Jim Lee, Doug Mahnke, Ivan Reis, Daniel Sampere, Patrick Zircher: Justice League (New 52) #22–23, Justice League of America (New 52) #6–7, Justice League Dark (New 52) #22-23, Constantine (New 52) #5, Trinity of Sin: Pandora #1–3, Trinity of Sin: Phantom Stranger #11 a The New 52 Free Comic Book Day Special 2012, 2013)
  - 2019 – Věčné zlo, (s David Finch: Forever Evil #1–7, 2013–14)
  - 2020 – Liga spravedlnosti 5 – Věční hrdinové (s Doug Mahnke a Ivan Reis)

- Ostatní:
  - 2013 – Ultimátní komiksový komplet #14: Avengers - Na ostří nože (s různými kreslíři)
  - 2013 – Flash: Znovuzrození (s Ethan Van Sciver)
  - 2014 – Batman: Země jedna (s Gary Frank)
  - 2017 – Americká liga spravedlnosti 1: Nejnebezpečnější hrdinové světa (s David Finch)
  - 2017 – Nejmocnější hrdinové Marvelu #016: Vision (s Ivan Reis: Avengers Icons: The Vision (Vol. 1) #1–4)
  - 2018 – DC komiksový komplet #042: Flash: Válka Lotrů, (s Howard Porter: The Flash (Vol. 2) #220–225)
  - 2019 - DC komiksový komplet #065: Mladí Titáni: Budoucnost je teď, (s Mike McKone: Teen Titans (Vol. 3) #17–19 a #21–23)
  - 2019 - DC komiksový komplet #070: Hawkman: Nekonečný let, (s James Robinson, Rags Morales a Patrick Gleason: Hawkman (Vol. 4) #1–6 a Hawkman Secret Files and Origins)
  - 2019 – DC komiksový komplet #072: Flashpoint, (s Andy Kubert: Flashpoint (Vol. 2) #1–5, 2011)
  - 2019 – DC komiksový komplet #076: JLA / JSA: Neřest a ctnost, (s David S. Goyer a Carlos Pacheco: JLA/JSA: Virtue and Vice, 2003)
  - 2020 – Hodiny posledního soudu 1 (s Gary Frank)
  - 2020 – DC komiksový komplet #098: Mladí Titáni: Dětská hra, (s Mike McKone a Tom Grummett: Teen Titans (Vol. 3) #1–7, 2003–04)
  - 2021 – Batman: Tři Jokeři (s Jason Fabok: Batman: Three Jokers #1–3, 2020) – DC Black Label

### DC Comics
- Star Spangled Comics (1999)
- Stars and S.T.R.I.P.E. (1999-00)
- Day of Judgment #1-5 (1999)
- Day of Judgment Secret Files: "Faust's Epilogue" (1999)
- Secret Origins of Super-Villains 80-Page Giant #1 (1999)
- Justice Society of America (JSA) #5-77, 81 (2000-06)
- JSA: Our Worlds at War (2001)
- JLA/JSA: Virtue and Vice (2002)
- JSA: All Stars #1-8 (2003-04)
- JSA Classified #1-4 (2005)
- Justice Society of America #1-26 (2007-2009)
- Teen Titans #1-50 (2003-07)
- The Flash vol. 2 #164-225 (2000-05)
- The Flash vol. 3 - Rebirth (2010-11)
- Silver Age: Showcase (2010)
- Superman (2002-09)
  - Superman: The Man of Steel
  - Superman #179-189
  - Action Comics #837-873
  - Superman: Secret Origin #1-6
  - Adventure Comics #0-3, 5-6
- Hawkman #1-6, 8-25 (2002-04)
- Hawkman Secret Files and Origins (2002)
- Batman (2004-12)
  - Batman #606-607
  - Batman: Gotham Knights #49
  - DC Comics Presents: Batman
  - Batman: Earth One
- Green Lantern (2005-12)
  - Rebirth #1-6
  - Green Lantern Corps: Recharge #1-6
  - Green Lantern vol. 4 (2005-11)
  - Blackest Night
  - Brightest Day
  - Green Lantern: Larfleeze Christmas Special
  - Green Lantern Movie Prequel: Hal Jordan
  - Green Lantern Movie Prequel: Sinestro
  - Green Lantern vol. 5 #1-6
- Countdown to Infinite Crisis #1 (2005)
- Justice League of America - JLA #115-119 (2005)
- Infinite Crisis #1-7 (2005-06)
- 52 #1-52 (2006-07)
- Booster Gold #1-10 (2008-09)
- Final Crisis: Legion of Three Worlds #1-5 (2008-09)
- Aquaman #0-19, 21-25 (2011-13)
- Justice League #1-50 (2011-2016)
- Justice League of America #1-7 (2013)
- Forever Evil #1-7 (2013-14)
- Superman Vol. 3 #32-39 (2014-15)
- Doomsday Clock #1-12 (2017-2020)
- Shazam! Vol. 3 #1–11, 13–14 (2018-2020)
- Green Lantern: 80th Anniversary 100-Page Super Spectacular (2020)
- The Flash #750 (2020)
- Batman: Three Jokers #1–3 (2020)
- Infinite Frontier #0 (2021)
- Stargirl Spring Break Special (2021)
- Flashpoint Beyond #0-6 (2022)
- Stargirl: The Lost Children #1–6 (2022-2023)
- The New Golden Age #1 (2022)
- Justice Society of America vol. 4 #1–12 (2022-2024)

### Marvel Comics
- Ultimate X-Men #1/2 (2002)
- Morlocks #1-4 (2002)
- The Thing: Freakshow #1-4 (2002)
- Icons: Vision #1-4 (2002)
- The Avengers #57-76 (2002-04)

### Image Comics
- Junkyard Joe #1–6 (2022–2023)
- Geiger #1–... (2024–...)
- Redcoat #1–... (2024–...)
- Rook Exodus #1–6 (2024)
- Hyde Street #1–... (2024–...)